# Costa de San José
Costa de San José és una entitat de població de l'Uruguai, ubicada al sud del departament de Flores.
Es troba a 117 metres sobre el nivell del mar. Té una població aproximada de 100 habitants.